# Манітулін
 Острів Манітулін  (англ. Manitoulin Island) — острів на озері Гурон (Округ Манітулін у складі канадської провінції Онтаріо). Острів відділяє затоку Джорджіан від основної частини озера Гурон.

## Географія
Площа острова приблизно 2 766 км². Острів є 135 км довжиною і до 46 км шириною. Населення острова Манітулін становило 12 600 жителів.
Тридцять-перший за розмірами острів у Канаді і 172-ий у світі — найбільший острів у прісноводному озері у світі.
На острові 108 прісноводних озер, найбільше з-поміж них — Маніту, є одним з найбільших «озер в озері». А на острівному озері Міндемойя знаходиться найбільший «острів на острові» Трежер. На Манітуліні є три річки Каґавонґ, Маніту, і Міндемойя.
У перекладі з мови народу Оджибве: Манітулін означає «Острів Духів». На острові знаходиться 18 поселень, а також шість резервацій індіанського народу Оджибве, Оттава та Потоватомі.

## Галерея

Краєвиди острова Манітулін
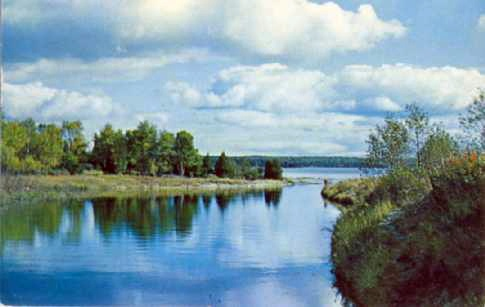
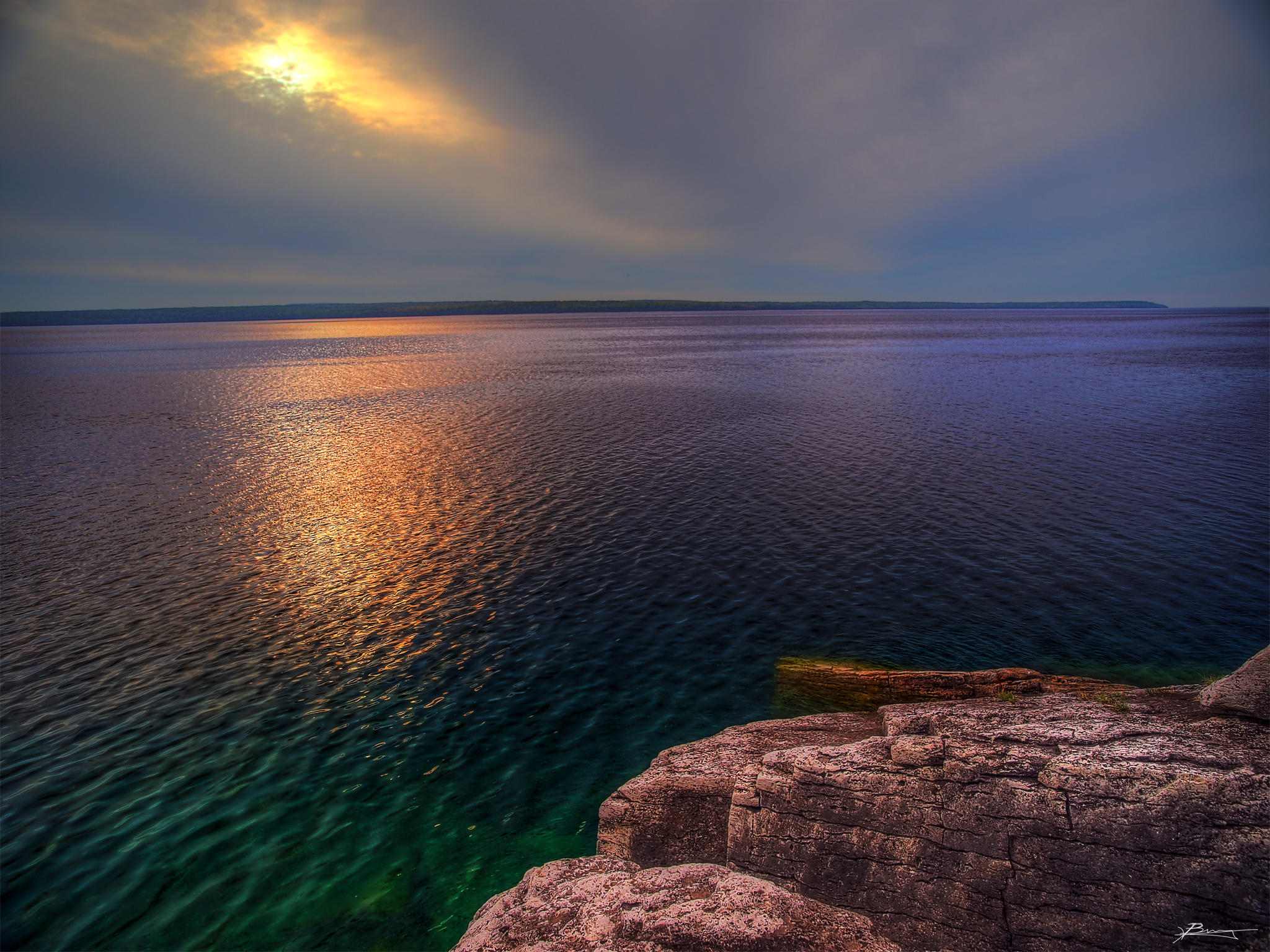
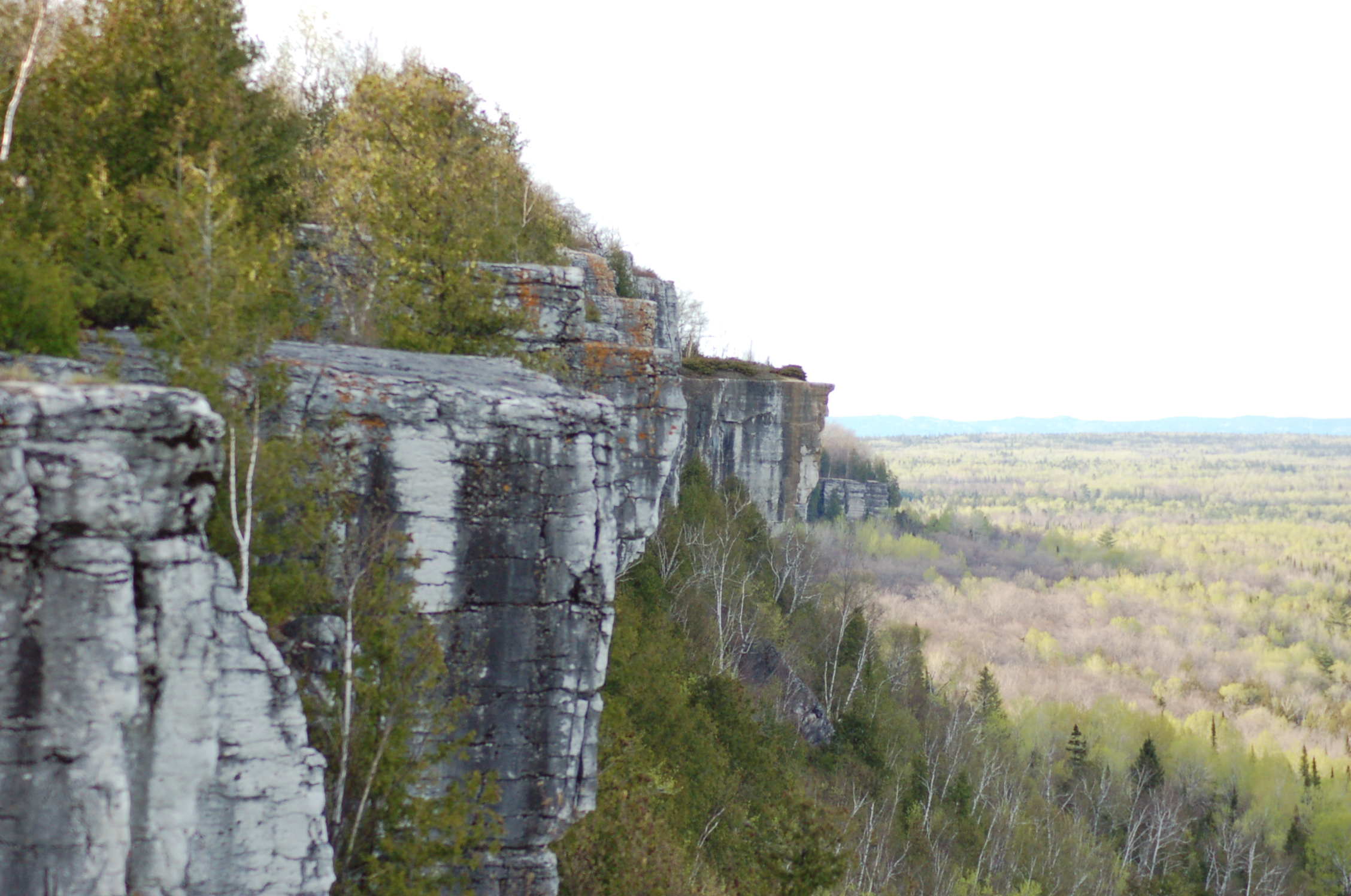